# Anja & Anton/Episodenliste
Diese Episodenliste enthält alle Episoden der deutschen Kinder- und Jugendserie Anja & Anton, sortiert nach der offiziellen Folgennummerierung des ZDF. Die Fernsehserie umfasst 10 Staffeln mit 55 Episoden.

## Übersicht
| Staffel | Episodenanzahl | Erstausstrahlung  | Erstausstrahlung  |
| Staffel | Episodenanzahl | Staffelpremiere   | Staffelfinale     |
| ------- | -------------- | ----------------- | ----------------- |
| 1       | 5              | 24. Dezember 1998 | 29. Dezember 1998 |
| 2       | 4              | 23. Dezember 1999 | 28. Dezember 1999 |
| 3       | 5              | 18. November 2000 | 16. Dezember 2000 |
| 4       | 6              | 19. Dezember 2001 | 31. Dezember 2001 |
| 5       | 5              | 24. Dezember 2002 | 29. Dezember 2002 |
| 6       | 6              | 23. November 2003 | 28. Dezember 2003 |
| 7       | 6              | 21. November 2004 | 26. Dezember 2004 |
| 8       | 6              | 13. November 2005 | 18. Dezember 2005 |
| 9       | 6              | 4. Dezember 2006  | 11. Dezember 2006 |
| 10      | 6              | 31. Dezember 2007 | 1. Januar 2008    |

## Staffel 1
| Nr. (ges.) | Nr. (St.) | Originaltitel                     | Erstausstrahlung D | Regie            | Drehbuch         |
| ---------- | --------- | --------------------------------- | ------------------ | ---------------- | ---------------- |
| 1          | 1         | Ein Huhn im Wasserwerk            | 24. Dez. 1998      | Karl-Heinz Käfer | Karl-Heinz Käfer |
| 2          | 2         | Die Fässer im See                 | 25. Dez. 1998      | Karl-Heinz Käfer | Karl-Heinz Käfer |
| 3          | 3         | Das Geheimnis der Raupen          | 26. Dez. 1998      | Karl-Heinz Käfer | Karl-Heinz Käfer |
| 4          | 4         | Der Apfel im Schlafrock/Die Äpfel | 28. Dez. 1998      | Karl-Heinz Käfer | Karl-Heinz Käfer |
| 5          | 5         | Das verlorene Kälbchen            | 29. Dez. 1998      | Karl-Heinz Käfer | Karl-Heinz Käfer |

## Staffel 2
| Nr. (ges.) | Nr. (St.) | Originaltitel       | Erstausstrahlung D | Regie            | Drehbuch         |
| ---------- | --------- | ------------------- | ------------------ | ---------------- | ---------------- |
| 6          | 1         | Der Froschkönig     | 23. Dez. 1999      | Karl-Heinz Käfer | Karl-Heinz Käfer |
| 7          | 2         | Feuerzauber         | 24. Dez. 1999      | Karl-Heinz Käfer | Karl-Heinz Käfer |
| 8          | 3         | Der Honigdieb       | 27. Dez. 1999      | Karl-Heinz Käfer | Karl-Heinz Käfer |
| 9          | 4         | Das weiße Kaninchen | 28. Dez. 1999      | Karl-Heinz Käfer | Karl-Heinz Käfer |

## Staffel 3
| Nr. (ges.) | Nr. (St.) | Originaltitel         | Erstausstrahlung D | Regie            | Drehbuch         |
| ---------- | --------- | --------------------- | ------------------ | ---------------- | ---------------- |
| 10         | 1         | Die Rehmutter         | 18. Nov. 2000      | Karl-Heinz Käfer | Karl-Heinz Käfer |
| 11         | 2         | Der freche Jakob      | 25. Nov. 2000      | Karl-Heinz Käfer | Karl-Heinz Käfer |
| 12         | 3         | Der Wurm ist drin     | 2. Dez. 2000       | Karl-Heinz Käfer | Karl-Heinz Käfer |
| 13         | 4         | Ein Pferd für Natalie | 9. Dez. 2000       | Karl-Heinz Käfer | Karl-Heinz Käfer |
| 14         | 5         | Der Mond ist rund     | 16. Dez. 2000      | Karl-Heinz Käfer | Karl-Heinz Käfer |

## Staffel 4
| Nr. (ges.) | Nr. (St.) | Originaltitel      | Erstausstrahlung D | Regie            | Drehbuch         |
| ---------- | --------- | ------------------ | ------------------ | ---------------- | ---------------- |
| 15         | 1         | Pfui Spinne!       | 19. Dez. 2001      | Karl-Heinz Käfer | Karl-Heinz Käfer |
| 16         | 2         | Zimtziegen         | 20. Dez. 2001      | Karl-Heinz Käfer | Karl-Heinz Käfer |
| 17         | 3         | Ein Tag im Bett    | 21. Dez. 2001      | Karl-Heinz Käfer | Karl-Heinz Käfer |
| 18         | 4         | Der Gallenröhrling | 27. Dez. 2001      | Karl-Heinz Käfer | Karl-Heinz Käfer |
| 19         | 5         | Kanalarbeiter      | 28. Dez. 2001      | Karl-Heinz Käfer | Karl-Heinz Käfer |
| 20         | 6         | Der Waldgeist      | 31. Dez. 2001      | Karl-Heinz Käfer | Karl-Heinz Käfer |

## Staffel 5
| Nr. (ges.) | Nr. (St.) | Originaltitel         | Erstausstrahlung D | Regie                | Drehbuch         |
| ---------- | --------- | --------------------- | ------------------ | -------------------- | ---------------- |
| 21         | 1         | Das Glücksschwein     | 24. Nov. 2002      | Hans-Henning Borgelt | Karl-Heinz Käfer |
| 22         | 2         | Das nackte Schaf      | 1. Dez. 2002       | Karl-Heinz Käfer     | Karl-Heinz Käfer |
| 23         | 3         | Die Schlangenbändiger | 15. Dez. 2002      | Hans-Henning Borgelt | Karl-Heinz Käfer |
| 24         | 4         | Schatzsucher          | 22. Dez. 2002      | Hans-Henning Borgelt | Karl-Heinz Käfer |
| 25         | 5         | Der Brotstreit        | 29. Dez. 2002      | Hans-Henning Borgelt | Karl-Heinz Käfer |

## Staffel 6
| Nr. (ges.) | Nr. (St.) | Originaltitel         | Erstausstrahlung D | Regie            | Drehbuch         |
| ---------- | --------- | --------------------- | ------------------ | ---------------- | ---------------- |
| 26         | 1         | Vampire im Wasserwerk | 23. Nov. 2003      | Karl-Heinz Käfer | Karl-Heinz Käfer |
| 27         | 2         | Das Donnerwetter      | 30. Nov. 2003      | Karl-Heinz Käfer | Karl-Heinz Käfer |
| 28         | 3         | Der Schneckenzirkus   | 7. Dez. 2003       | Karl-Heinz Käfer | Karl-Heinz Käfer |
| 29         | 4         | Anjas Lied            | 14. Dez. 2003      | Karl-Heinz Käfer | Karl-Heinz Käfer |
| 30         | 5         | Rotkäppchen           | 21. Dez. 2003      | Karl-Heinz Käfer | Karl-Heinz Käfer |
| 31         | 6         | Wer klappert denn da? | 28. Dez. 2003      | Karl-Heinz Käfer | Karl-Heinz Käfer |

## Staffel 7
| Nr. (ges.) | Nr. (St.) | Originaltitel          | Erstausstrahlung D | Regie                | Drehbuch         |
| ---------- | --------- | ---------------------- | ------------------ | -------------------- | ---------------- |
| 32         | 1         | Die Panzerknackerbande | 21. Nov. 2004      | Arend Agthe          | Karl-Heinz Käfer |
| 33         | 2         | Alle meine Entchen     | 28. Nov. 2004      | Arend Agthe          | Karl-Heinz Käfer |
| 34         | 3         | Rapunzel               | 5. Dez. 2004       | Marc-Andreas Bochert | Karl-Heinz Käfer |
| 35         | 4         | Der Patenhund          | 12. Dez. 2004      | Marc-Andreas Bochert | Karl-Heinz Käfer |
| 36         | 5         | Eine Laufgeschichte    | 19. Dez. 2004      | Marc-Andreas Bochert | Karl-Heinz Käfer |
| 37         | 6         | Stachelkinder          | 26. Dez. 2004      | Marc-Andreas Bochert | Karl-Heinz Käfer |

## Staffel 8
| Nr. (ges.) | Nr. (St.) | Originaltitel        | Erstausstrahlung D | Regie                | Drehbuch         |
| ---------- | --------- | -------------------- | ------------------ | -------------------- | ---------------- |
| 38         | 1         | Der neue Untermieter | 13. Nov. 2005      | Arend Agthe          | Karl-Heinz Käfer |
| 39         | 2         | Das Nachtgespenst    | 20. Nov. 2005      | Arend Agthe          | Karl-Heinz Käfer |
| 40         | 3         | Feueralarm           | 27. Nov. 2005      | Arend Agthe          | Karl-Heinz Käfer |
| 41         | 4         | Eierdiebe            | 4. Dez. 2005       | Marc-Andreas Bochert | Karl-Heinz Käfer |
| 42         | 5         | Der Augenblick       | 11. Dez. 2005      | Marc-Andreas Bochert | Karl-Heinz Käfer |
| 43         | 6         | Anglerlatein         | 18. Dez. 2005      | Marc-Andreas Bochert | Karl-Heinz Käfer |

## Staffel 9
| Nr. (ges.) | Nr. (St.) | Originaltitel                | Erstausstrahlung D | Regie                | Drehbuch         |
| ---------- | --------- | ---------------------------- | ------------------ | -------------------- | ---------------- |
| 44         | 1         | Katzenzungen                 | 4. Dez. 2006       | Marc-Andreas Bochert | Karl-Heinz Käfer |
| 45         | 2         | Die Sonnenfinsternis         | 5. Dez. 2006       | Marc-Andreas Bochert | Karl-Heinz Käfer |
| 46         | 3         | Killerameisen                | 6. Dez. 2006       | Marc-Andreas Bochert | Karl-Heinz Käfer |
| 47         | 4         | Der Ohrwurm                  | 7. Dez. 2006       | Arend Agthe          | Karl-Heinz Käfer |
| 48         | 5         | Nesträuber                   | 8. Dez. 2006       | Arend Agthe          | Karl-Heinz Käfer |
| 49         | 6         | Das Geheimnis der Toteninsel | 11. Dez. 2006      | Arend Agthe          | Karl-Heinz Käfer |

## Staffel 10
| Nr. (ges.) | Nr. (St.) | Originaltitel   | Erstausstrahlung D | Regie                | Drehbuch         |
| ---------- | --------- | --------------- | ------------------ | -------------------- | ---------------- |
| 50         | 1         | Mausefallen     | 31. Dez. 2007      | Marc-Andreas Bochert | Karl-Heinz Käfer |
| 51         | 2         | Prima Ballerina | 31. Dez. 2007      | Marc-Andreas Bochert | Karl-Heinz Käfer |
| 52         | 3         | Unter Dampf     | 31. Dez. 2007      | Marc-Andreas Bochert | Karl-Heinz Käfer |
| 53         | 4         | Gänsealarm      | 1. Jan. 2008       | Marc-Andreas Bochert | Karl-Heinz Käfer |
| 54         | 5         | Der Ponyschreck | 1. Jan. 2008       | Marc-Andreas Bochert | Karl-Heinz Käfer |
| 55         | 6         | Der Zahnteufel  | 1. Jan. 2008       | Marc-Andreas Bochert | Karl-Heinz Käfer |